# Antonio Rosmini-Serbati

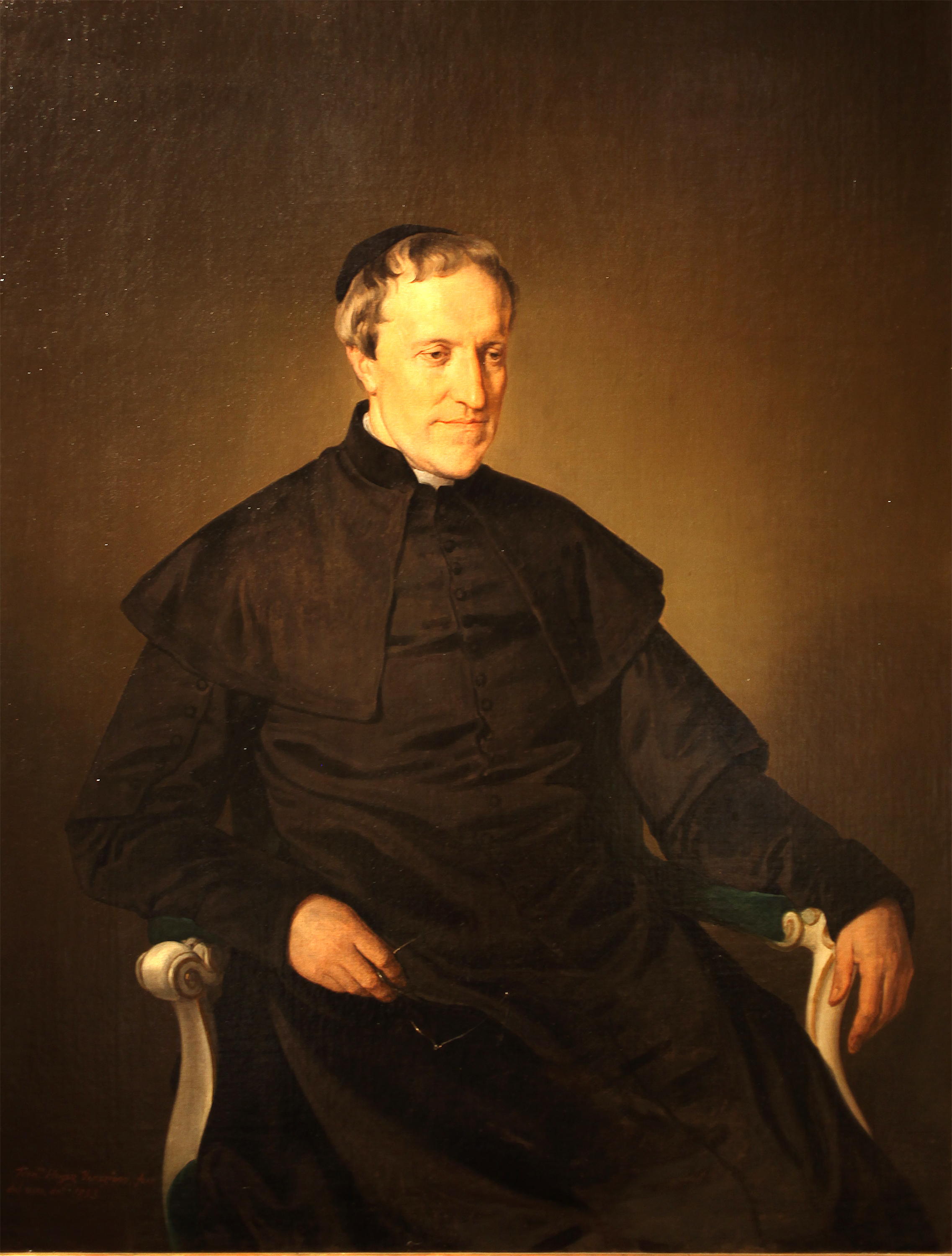
Portret door Francesco Hayez

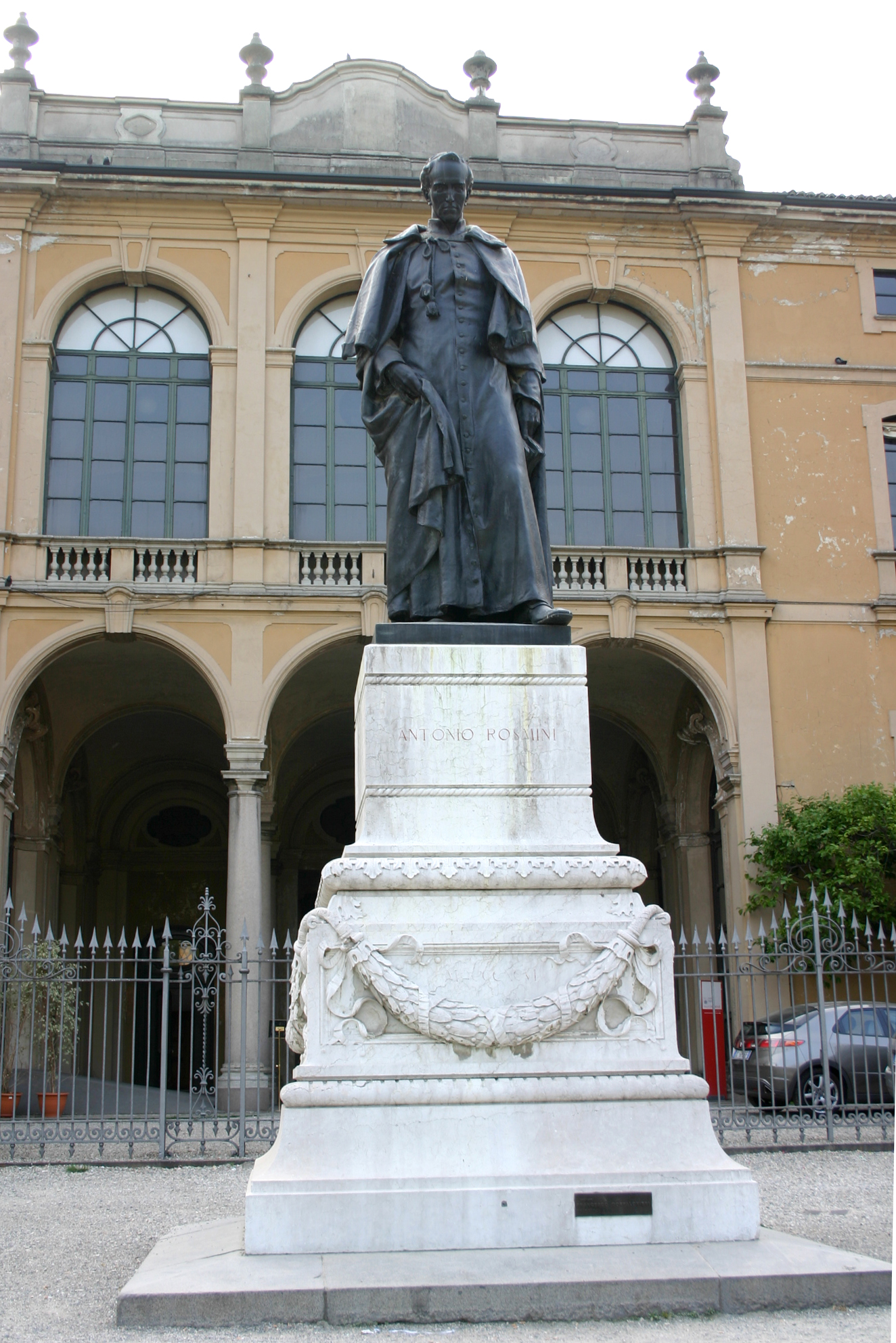
Standbeeld van de zalige Antonio Rosmini in Milaan

Antonio Rosmini-Serbati (Rovereto, 25 maart 1797 – Stresa, 1 juli 1855) was een Italiaans priester, filosoof, ordestichter en Uomo universale. Hij is een zalige van de Rooms-Katholieke Kerk.
Rosmini studeert tegen de wens van zijn vader theologie en werd in 1821 tot priester gewijd. In 1828 stichtte hij een kloosterorde: de paters van Liefdadigheid, ook wel rosminianen genoemd. De orde werd in 1838 door paus Gregorius XVI erkend en maakte in de negentiende eeuw een behoorlijke groei door in heel Europa.
Zijn geschriften De vijf wonden van de Heilige Kerk en de Constitutie van Sociale Rechtvaardigheid, wekten veel tegenstand, met name onder de jezuïeten. Op voorspraak van de jezuïeten werd zijn werk in 1849 op de Index librorum prohibitorum geplaatst. Rosmini wilde met zijn werken enerzijds het katholicisme vernieuwen, terwijl hij – anderzijds – trouw wilde zijn aan het gezag van Rome. Hij trachtte daarbij een nieuw evenwicht te creëren tussen het geloof en de rede. In 1854 oordeelde de paus dat de werken van Rosmini ten onrechte waren gecensureerd.
Paus Johannes Paulus I zou promoveren op een proefschrift over Rosmini's beeld van de ziel.
Antonio Rosmini-Serbati werd in 2006 door paus Benedictus XVI verheven tot dienaar Gods. In 2007 volgde zijn zaligverklaring.
- Bibsys: 90673173
- Biblioteca Nacional de España: XX1164389
- Bibliothèque nationale de France: cb121577279 (data)
- Catàleg d'autoritats de noms i títols de Catalunya: 981058516744206706
- CiNii: DA04396468
- Gemeinsame Normdatei: 118602888
- International Standard Name Identifier: 0000 0001 2117 2715
- Library of Congress Control Number: n79065278
- Nationale Bibliotheek van Letland: 000090561
- Nationale Bibliotheek van Tsjechië: js20020211017
- Nationale bibliotheek van Australië: 36549484
- Nationale Bibliotheek van Israël: 987007267200405171
- Nationale Bibliotheek van Polen: a0000002212361
- Nationale en Universitaire bibliotheek Zagreb: 000058517
- Nederlandse Thesaurus van Auteursnamen: 069613524
- Réseau des bibliothèques de Suisse occidentale: 02-A000139439
- Istituto Centrale per il Catalogo Unico: CFIV005649
- LIBRIS: 206677
- SNAC: w65b3vxd
- Système universitaire de documentation: 030091411
- Trove: 1286520
- Virtual International Authority File: 49636
- WorldCat: E39PBJtrPg7P7ddj8rT6ywmPQq